# دهستان خاوران غربی

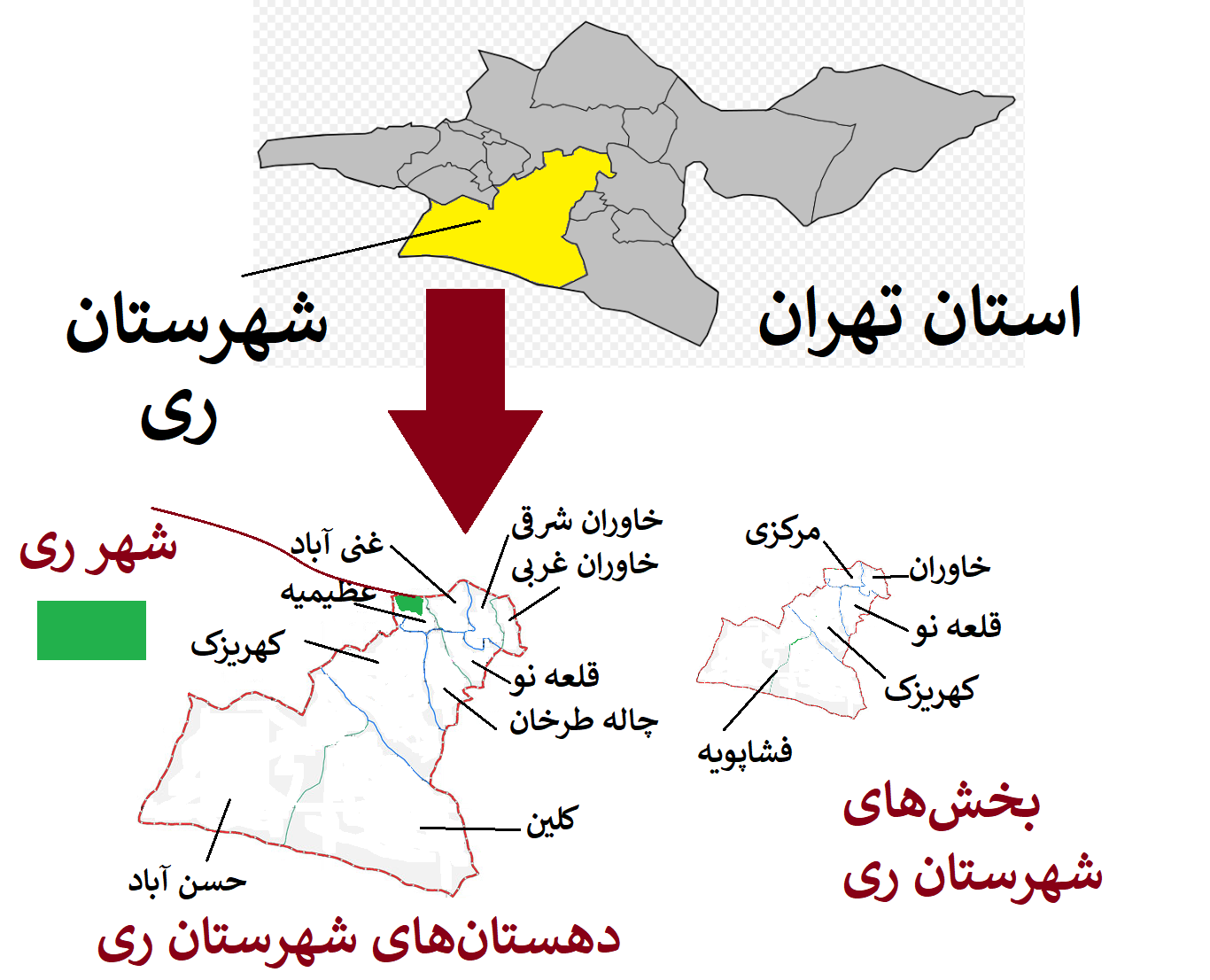
بخش‌ها و دهستان‌های شهرستان ری

دهستان خاوران غربی یکی از دهستان‌های شهرستان ری در استان تهران ایران است. این دهستان در بخش خاوران قرار دارد و براساس سرشماری مرکز آمار ایران در سال ۱۳۹۰، جمعیت آن ۷۴۰۹ نفر (در ۱۹۵۴ خانوار) بوده‌است.